# GSC2134-196
GSC2134-196 — хімічно пекулярна зоря спектрального класу A6, що має видиму зоряну величину в смузі V приблизно  9,5.

## Пекулярний хімічний склад
Зоряна атмосфера GSC2134-196 має підвищений вміст 
Cr
.